# Jane Guilford
Jane Guilford (Kent, 1508 o 1509 – Chelsea, gennaio 1555) è stata una nobildonna inglese, moglie di John Dudley, I duca di Northumberland e madre di Guilford Dudley e di Robert Dudley, I conte di Leicester.
Jane e suo marito crebbero insieme, egli era infatti sotto la tutela del padre di lei, e si sposarono quando lei aveva circa sedici anni e dal matrimonio nacquero 13 figli. Presente alla corte di Enrico VIII d'Inghilterra fu Dama di compagnia di Caterina Parr, aderente al pensiero riformato fu una delle sostenitrici di Anne Askew.
Durante il regno del giovane Edoardo VI d'Inghilterra suo marito divenne un politico eminente divenendo prima Conte di Warwick e poi Duca di Northumberland e dopo la caduta di Edward Seymour, I duca di Somerset nel 1549. Subito dopo Jane si mosse per promuovere il matrimonio fra il loro figlio maggiore e una delle figlie di Seymour. Nel 1553 Jane divenne la suocera di Jane Grey che sposò uno dei suoi figli minori e che suo marito tentò vanamente di mettere sul trono alla morte di Edoardo. Il suo tentativo venne vanificato dalle forze di Maria I d'Inghilterra e si adoperò per salvare la vita del marito e del figlio Guildford, quando si rese conto che non avrebbe avuto successo si adoperò, con miglior successo per salvare il resto della famiglia facendosi amici gli spagnoli del seguito di Filippo II di Spagna

## I Dudley
Jane Guildford nacque fra il 1508 e il 1509 nel Kent, unica figlia femmina di Edward Guildford (1474circa-1534) ed Eleanor West, figlia di Thomas West, VIII barone De La Warr. Jane venne istruita a casa insieme al fratello Richard e al futuro marito John che dal 1512 andò sotto la lu tutela di Edward Guildford. Nel 1525 Jane sposò John Dudley che era di qualche anno più vecchio di lei, la loro unione era già stata progettata, come in uso all'epoca, già da diversi anni dai rispettivi genitori. Il matrimonio si rivelò incredibilmente prolifico con tredici figli di cui cinque femmine ed otto maschi, per molti di essi è impossibile stabilire una data di nascita certa. A questa regola una delle poche eccezioni è data da Robert Dudley, I conte di Leicester, futuro favorito di Elisabetta I d'Inghilterra, egli era il quintogenito e sappiamo che nacque nel 1532, probabilmente dopo la sorella Mary Dudley che diventerà poi la madre del poeta Philip Sidney.
- Sir Henry Dudley
- Thomas Dudley (morto bambino)
- John Dudley, II conte di Warwick
- Ambrose Dudley, III conte di Warwick
- Robert Dudley, I conte di Leicester
- Guilford Dudley
- Henry Dudley
- Charles Dudley (morto bambino)
- Mary Dudley
- Katherine Hastings, contessa di Huntingdon (1538circa o 1543fino al 1545-14 agosto 1620)
- Temperance Dudley (morta bambina)
- Margaret Dudley (morta bambina)
- Katherine Dudley (morta bambina)

La coppia di Jane e John sembrò essere ben assortita e non furono mai toccati da alcuno scandalo, un poema scritto attorno al 1535 esaltava l'amore e la devozione del loro matrimonio.
Edward Guildford morì nel 1534 senza aver avuto modo di redigere testamento e poiché il figlio Richard era morto prima di lui suo nipote John Guildford (dal 1508-1565) pretese l'eredità. Jane assistita dal marito reclamò l'eredità per sé ed infine ebbe vinto il caso in tribunale con l'assistenza di Thomas Cromwell.

## La corte
Jane servì come Dama di compagnia per diverse regine, come Anna Bolena, Anna di Clèves e più tardi per Caterina Parr, sia lei che il marito erano interessati alla Riforma protestante ed entrambi entrarono nei circoli evangelici dalla metà del decennio del 1530.
John, che venne creato Visconte di Lisle nel 1542, era buon amico di William Parr, I marchese di Northampton la cui sorella Caterina sarebbe diventata l'ultima moglie di Enrico VIII d'Inghilterra nel 1543. Anche Jane era in buoni rapporti con Caterina e per questo e per il suo rango di viscontessa fu una delle quattro donne che la portarono all'altare il giorno delle nozze.
Jane era anche legata alla poetessa protestante Anne Askew con la quale rimase in contatto durante la prigionia, la donna venne poi condannata al rogo come eretica nel luglio 1546 sotto la spinta del partito cattolico capitanato da Stephen Gardiner.
I figli di Jane e John vennero educati nello spirito dell'Umanesimo e nel 1553 ella stessa commissionò un lavoro al matematico ermetico John Dee sulle configurazioni astrali e le maree.
Jane sembra essere stata particolarmente attaccatai ai figli, il maggiore, Henry, morì appena diciannovenne all'assedio di Boulogne del 1544 e in una lettera che il marito scrisse qualche anno dopo al figlio John ella aggiunse un affettuoso postscritto.
Sotto il regno del giovane Edoardo VI d'Inghilterra John divenne Conte di Warwick nel 1547, mentre lo zio del re Edward Seymour divenne Duca di Somerset e Lord protettore.
Il 15 ottobre 1549 Seymour cadde in un braccio di ferro con il Consiglio privato da cui John emerse come Lord presidente del Consiglio, poco tempo dopo Somerset venne liberato dalla Torre di Londra e riprese il proprio posto al consiglio. Prima di questo la moglie di Somerset, Anne Stanhope e Jane avevano organizzato un banchetto per riconciliare i rispettivi mariti. Per riunire definitivamente le famiglie le due donne organizzarono il matrimonio fra Anna Seymour e John Dudley, II conte di Warwick. Il matrimonio ebbe luogo nel giugno 1550 al Palace of Placentia alla presenza del giovane sovrano. L'ottobre dell'anno seguente John venne creato Duca di Northumberland e sembra che anche Jane godesse di una certa influenza giacché sia Thomas Gresham, un banchiere, che il diplomatico Richard Morrison cercarono il suo patrocinio. La principessa Maria fece da madrina ad una delle figlie nel 1545.

## La suocera della regina
Edoardo s'ammalò nei primi mesi del 1553 e redasse un documento chiamato My devise of succession (traducibile come il mio piano per la successione) la cui versione finale redatta nel mese di luglio lasciava la corona alla cugina protestante Jane Grey scavalcando entrambe le sorelle, sia Maria che Elisabetta. Jane era la figlia di Frances Brandon, nipote di Enrico VIII d'Inghilterra, per parte di sua sorella Maria Tudor. Il 25 maggio di quell'anno presso la residenza londinese dei Dudley vennero contratte tre alleanze matrimoniali, il loro figlio Guildford avrebbe sposato Jane Grey, mentre la loro figlia Katherine avrebbe sposato il futuro Conte di Huntingdon Henry Hastings. Pochi mesi più tardi queste alleanze matrimoniali vennero viste come prove che Dudley stava manovrando per portare la famiglia al trono (il trisnonno di Hastings era Giorgio Plantageneto, I duca di Clarence). I matrimoni ebbero comunque luogo e lì per lì i contemporanei non ravvisarono nessun pericolo neanche dagli osservatori più sospettosi come l'ambasciatore imperiale Jean Scheyfve e si ritiene, attualmente, che tali unioni siano state spinte anche dalla volontà di Elizabeth Brooke marchesa di Northampton.
Alla morte di Edoardo, avvenuta il 6 luglio Dudley si adoperò per dare seguito al testamento del sovrano e Jane Grey, cui toccava la corona, l'accettò riluttante solo a seguito delle lamentele della propria famiglia e dei suoceri. Quattro giorni dopo Jane accompagnò il figlio e la nuora presso la Torre di Londra dove sarebbero rimasti per il resto del loro breve regno. Secondo la lettera a discolpa che Jane scrisse a Maria qualche mese dopo a quel punto ormai il marito voleva diventare re, all'inizio egli effettivamente era stato nominato re da un atto del parlamento, poi Jane aveva cambiato opinione e avrebbe voluto farlo soltanto duca. Guildford però non era d'accordo e chiese aiuto alla madre che si schierò dalla parte del figlio prima di dirgli di lasciare la Torre per tornare a casa, egli tuttavia rimase su insistenza della moglie. Sempre secondo la giovane regina Jane aveva vietato al figlio di dormire ancora con lei e dalla lettera appare chiaro che la nuora non amasse la suocera.

## La caduta
In tutto questo però Maria non si diede per vinta e assemblò i propri alleati nell'Anglia orientale domandando al Consiglio privato di riconoscerla quale regina, la lettera della principessa giunse il 10 luglio e quando arrivò Jane e la consuocera scoppiarono in lacrime. Maria continuava a radunare uomini e quattro giorni dopo John marciò su Cambridge per catturarla, i giorni successivi passarono tranquilli fino a che il 20 luglio non si seppe che il Consiglio aveva dichiarato Maria regina d'Inghilterra. Più ancora il consiglio ordinò a Dudley di incoronare Maria sulla piazza del mercato e di aspettare poi il proprio arresto. Jane era ancora alla Torre, ma venne presto liberata e andò personalmente a pregare la nuova regina perché intercedesse per i propri figli e il marito, ma mentre raggiungeva la corte le venne ingiunto di tornare indietro. Jane scrisse quindi a un'amica, la moglie di William Paget, I barone Paget, perché intercedesse con la regina, se la supplica non rimase inascoltata fu comunque vana, John Dudley fu giustiziato il 22 agosto dopo aver ritrattato la propria fede protestante.
A seguito della Rivolta di Wyatt anche Guildford e la moglie vennero decapitati, il 12 febbraio 1554, a quel punto Jane, avendo colto il carattere di Maria, pregò perché fosse permesso ai figli di ascoltare la messa.
Durante il 1554 Jane e il genero Henry Sidney lavorarono duramente per pregare i nuovi nobili spagnoli arrivati al seguito del nuovo consorte Filippo II di Spagna, anche Paget dette una mano e Sidney arrivò persino a recarsi in Spagna per perorare la causa della suocera. Alla fine, in autunno, tutti i figli di Jane ancora in carcere vennero liberati anche se il maggiore, John, morì poco dopo nella casa di Sidney, nel Kent, lo stesso posto dove il 30 novembre nacque uno dei nipoti di Jane, Philip Sidney, il cui padrino fu lo stesso Filippo.
Fra tutte le confische che erano piovute sui Dudley a Jane era stato permesso di conservare il proprio guardaroba insieme a piatti, tappeti ed altri oggetti domestici e anche l'uso di una delle case del duca a Londra. In questa casa Jane morì il 15 o il 22 gennaio 1555.